# Stefano Bellone
Stefano Bellone, född den 23 april 1955 i Milano, Italien, är en italiensk fäktare som tog OS-brons i herrarnas lagtävling i värja i samband med de olympiska fäktningstävlingarna 1984 i Los Angeles.